# Roland Wank
Pour les articles homonymes, voir Wank.
Roland A. Wank, né à Budapest le 2 octobre 1898 et mort à New Rochelle dans l'état de New-York aux États-Unis d'Amérique le 22 avril 1970, est un architecte hongrois.

## Biographie
Étudiant de l'université polytechnique et économique de Budapest, il a travaillé en Autriche avant d'émigrer aux États-Unis en 1924.
Wank a travaillé avec la Tennessee Valley Authority, comme pour le barrage Norris, le barrage de Fontana, le barrage Chickamauga et le barrage Hiwassee (en).